# Bélaváry Miklós
szikavai Bélaváry Miklós (1611 körül – 1670 körül) birtokos nemes, szepesi kamarai igazgató, tanácsos. Burchard-Bélaváry család tagja, Bélaváry Dávid fia.

## Élete
Bíró, 1640-től királyi harmincados (latinul: tricesimator) Eperjesen, 1652-ben a Szepesi Kamara Kincstárának adminisztrátora, 1655 és 1661 között Felső-Magyarország pénztárnoka. 1661-től a Szepesi Kamara tanácsosa, majd 1665-től 1667-ig, I. Rákóczi György ideje alatt, a kamara igazgatója. 1664-ben nagy- és felsőbányai bányabiztosként (bányakomisszárius), illetve 1666-ban a Felső-Magyarországi hadiszék tagjaként hivatkoznak rá. Pallosjogáról említést találunk 1655- és 1664-beli feljegyzésekből.
Felesége fintai Darholcz Zsuzsanna, majd kisfaludi Madarász Erzsébet (Keviczky János kassai főbíró özvegye). Gyermekei II. Bélaváry Dávid (1635 körül -?) szepesi kamarai tisztviselő, homonnai királyi harmincados (1659–1666), eperjesi harmincados és postamester (1669–1691), császári biztos; Abaffy Mihályné született Bélaváry Erzsébet; Ibrányi Lászlóné született Bélaváry Éva (†1702).